# Sylvia Earle
Sylvia Alice Earle (ur. 30 sierpnia 1935 w Gibbstown w stanie New Jersey) – amerykańska oceanograf. W 1968 zanurzyła się w batyskafie „Deep Diver” na ponad 30 m, będąc w czwartym miesiącu ciąży. W 1970 przebywała dwa tygodnie w podwodnej bazie na głębokości piętnastu metrów w ramach programu Tekite II. W 1980 jako pierwsza kobieta stanęła na dnie oceanu w specjalnym skafandrze głębinowym na głębokości 381 m. Kierowała ponad 70. wyprawami oceanograficznymi, przebywając w sumie pod wodą 6 tys. godzin.

## Publikacje
- Exploring the Deep Frontier, Sea Change (1995)
- Wild Ocean: America's Parks Under the Sea (1999)
- Atlas of the Ocean (2001)